# ダニエスカ・カリオン
ダニエスカ・カリオン（Danieska Carrion 1980年6月9日- ）はキューバ出身の柔道選手。階級は48kg級。

## 人物
1998年の世界ジュニアで優勝した。2001年の世界選手権では準々決勝で田村亮子に有効で敗れるが3位となった。2003年9月の世界選手権では初戦でフランスのフレデリク・ジョシネに指導1で敗れるが、敗者復活を勝ち上がり再び3位となった。12月には福岡国際に出場した後、チームメイトである70kg級世界2位のレグラ・レイエンとともにアメリカにばっくれたために、翌年のアテネオリンピックに出場することはなかった。
アメリカのテキサスに移り住むと、北京オリンピックの柔道66kg級に出場することになったテイラー・タカタの恋人兼コーチとなった。

## 主な戦績
- 1998年 - 世界ジュニア　優勝
- 2001年 - フランス国際　2位
- 2001年 - オランダ国際　優勝
- 2001年 - 世界選手権　3位
- 2001年 - ユニバーシアード　優勝
- 2001年 - パンナム選手権　3位
- 2002年 - フランス国際　3位
- 2002年 - ドイツ国際　優勝
- 2002年 - ハンガリー国際　優勝
- 2002年 - ワールドカップ団体戦　2位
- 2003年 - パンアメリカン競技大会　優勝
- 2003年 - 世界選手権　3位
- 2003年 - 福岡国際　3位